# Johnsonburg (Pensilvania)
Johnsonburg es un borough ubicado en el condado de Elk en el estado estadounidense de Pensilvania. En el año 2000 tenía una población de 3,003 habitantes y una densidad poblacional de 383 personas por km².

## Geografía
Johnsonburg se encuentra ubicado en las coordenadas 41°29′38″N 78°40′47″O / 41.49389, -78.67972

## Demografía
Según la Oficina del Censo en 2000 los ingresos medios por hogar en la localidad eran de $27,924 y los ingresos medios por familia eran $39,491. Los hombres tenían unos ingresos medios de $33,354 frente a los $21,683 para las mujeres. La renta per cápita para la localidad era de $15,631. Alrededor del 17.6% de la población estaba por debajo del umbral de pobreza.